# 库尔斯河畔雷克
库尔斯河畔雷克（法語：Recques-sur-Course，法語發音：[ʁɛk syʁ kuʁs]）是法国上法兰西大区加来海峡省的一个市镇，属于蒙特勒伊区。

## 地理
库尔斯河畔雷克（50°31'15"N, 1°47'3"E）面积4.83 平方千米，位于法国上法蘭西大區加来海峡省，该省份为法国北部沿海省份，西北濒北海，南至索姆省，东临北部省。
与库尔斯河畔雷克接壤的市镇（或旧市镇、城区）包括：安克桑、埃斯特雷勒、阿坦、布雷克桑-埃诺克、隆维利耶、蒙卡夫雷勒。
库尔斯河畔雷克的时区为UTC+01:00、UTC+02:00（夏令时）。

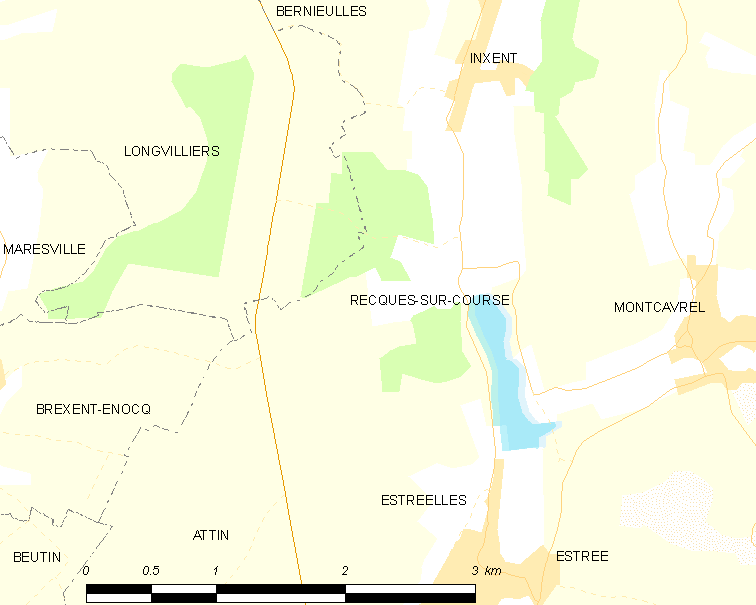
库尔斯河畔雷克的OSM定位图

## 行政
库尔斯河畔雷克的邮政编码为62170，INSEE市镇编码为62698。

## 政治
库尔斯河畔雷克所属的省级选区为贝尔克县。

## 人口

1962-2008年间库尔斯河畔雷克人口变化图示

库尔斯河畔雷克于2022年1月1日时的人口数量为268人。